# Valdotriton
Valdotriton gracilis
Genre
Espèce
Valdotriton est un genre fossile de salamandres préhistoriques. Son espèce type et seule espèce connue est Valdotriton gracilis, nommée en anglais Wealden newt.

## Systématique
Le genre Valdotriton et l'espèce Valdotriton gracilis ont été décrits en 1996 par Susan E. Evans (d) et Andrew Robert Milner (d),

## Présentation
Valdotriton gracilis a vécu pendant le Barrémien supérieur dans ce qui est aujourd'hui l'Espagne. Ses traces fossiles ont été trouvées dans la localité de Las Hoyas.

## Description
Valdotriton gracilis était une salamandre assez petite, les spécimens attestés allant de 28 à 40 mm de longueur, mais aucun d'entre eux n'a pu être identifié de manière décisive comme étant adulte. Par ailleurs, chez tous les spécimens, la queue était plus longue que le torse.

## Publication originale
- (en) Susan E. Evans et Andrew R. Milner, « A metamorphosed salamander from the early Cretaceous of Las Hoyas, Spain », Philosophical Transactions of the Royal Society B: Biological Sciences, Royal Society, vol. 351, no 1340,‎ 29 mai 1996, p. 627-646 (ISSN 0962-8436 et 1471-2970, OCLC 01403239, DOI 10.1098/RSTB.1996.0061). .